# Pokémon Omega Ruby i Alpha Sapphire
Pokémon Omega Ruby i Alpha Sapphire (ポケットモンスター オメガルビー&アルファサファイア, Poketto Monsutā Omega Rubī & Arufa Safaia) (Pokémon Omega Rubí y Alfa Safiro en espanyol) són dos videojocs per a la videoconsola portàtil Nintendo 3DS. Són els remakes dels videojocs de Pokémon de 2002 (al Japó)/2003 (mundialment) per a Game Boy Advance Pokémon Ruby i Sapphire. Els jocs foren anunciats el 7 de maig de 2014, en un tràiler de Nintendo. El videojoc va estrenar-se el 21 de novembre a Amèrica del Nord, al Japó i a Australàsia, el 28 a Europa i entre el 5 i el 12 de desembre a Amèrica del Sud.

## Jugabilitat
Pokémon Omega Ruby i Alpha Sapphire són dos videojocs de rol amb elements d'aventura, que es presenten en una tercera persona i perspectiva aèria. És el segon joc de Pokémon per tenir funcions 3D; el primer va ser Pokémon X i Y, llançat per a Nintendo 3DS el 12 d'octubre de 2013. El jugador controla a un jove entrenador que va en una recerca per capturar i entrenar criatures conegudes com a Pokémon, i guanyar les batalles contra altres entrenadors. En derrotar enemic Pokémon en batalles per torns, el Pokémon guanya l'experiència del jugador, el que els permet pujar de nivell i augmentar les seves estadístiques de combat, aprendre noves tècniques de combat, i en alguns casos, evolucionar cap a Pokémon millors. Alternativament, els jugadors poden capturar Pokémon salvatges, trobat durant les trobades a l'atzar, afeblint en la batalla i la captura d'ells amb Poké Balls, el que els permeten ser afegits durant el viatge. Els jugadors també són capaços de lluitar i negociar Pokémon amb altres jugadors utilitzant característiques de connectivitat de la consola Nintendo 3DS. Igual que en els jocs anteriors de la sèrie, cert Pokémon només es poden obtenir en qualsevol Omega Ruby o Alpha Sapphire, o només es poden trobar a les edicions anteriors de la sèrie Pokémon, amb jugadors animats a comerciar amb altres per tal d'obtenir tots els Pokémon d'ambdues versions.
A més de la incorporació de diferents elements dels videojocs Pokémon X i Y, com gràfics 3D, les Mega Evolucions, el Pokémon Amie o el Super Training, Pokémon Omega Ruby i Alpha Sapphire porta algunes noves característiques com la capacitat Soar, on es pot pujar a la part posterior dels llegendaris Latias i Latios per volar sobre les diverses illes del joc a través d'una perspectiva tridimensional immersiva impressionant. Un altre element nou és la DexNav, que permet l'exploració pokémon de moviments de la cua a l'herba alta; sovint s'ecanegen més pokémon. Més detalls sobre ells seran posats en llibertat, el que incrementa la possibilitat de capturar el monstre perfecte per al seu grup.

## Contingut descarregable
- Fins al 14 de gener de 2015, es distribueix de franc un Shiny Beldum amb els atacs Hold Back, Iron Head, Zen Headbutt i Iron Defense, assegurant l'ítem Metagrossite.[2]

## Argument
L'entorn i l'argument de Pokémon Omega Ruby i Alpha Sapphire són majoritàriament els mateixos que els jocs originals Pokémon Ruby i Sapphire. El personatge del jugador acaba de mudar-se a la regió de Hoenn amb la seva mare, ja que el seu pare Norman ha estat contractat com un líder de gimnàs per a la regió. El personatge del jugador comença el seu viatge com a Entrenador Pokémon guardant un Pokémon salvatge (triar entre Treecko, Torchic o Mudkip) del professor Birch, podent com el seu primer soci Pokémon. A continuació, viatjar per la regió Hoenn per completar la seva Pokédex i lluitar contra els vuit líders de gimnàs de la Lliga Pokémon de Hoenn. En el camí, el personatge del jugador es troba amb el grup antagonista Equip Magma en Omega Ruby o Equip Aqua a Alpha Sapphire que vulguin utilitzar el poder del llegendari Pokémon per canviar el món per satisfer els seus desitjos.
L'Equip Magma vol utilitzar Groudon per assecar els oceans per fer del món un paradís per als Pokémon terrestre mentre que l'Equip Aqua vol convocar Kyogre per inundar les terres per satisfer els Pokémon de tipus aigua. Amb l'ajuda de Steven Stone i el Wallace Gym Leader, el personatge del jugador venç l'Equip Magma o Team Aqua i després captura el llegendari Pokémon per posar fi als seus plans de benestar. Llavors, el jugador avança a la Lliga Pokémon, desafiant l'Elite Four i després el campió Steven per convertir-se en el nou campió de la Lliga Pokémon de Hoenn. El jugador també té l'opció de participar en els diferents concursos Pokémon en tot Hoenn, utilitzant els seus Pokémon a posar en una actuació per a una audiència i els jutges.
Una nova missió secundària apareix en Omega Ruby i Sapphire Alfa es diu el "Episode Delta". El personatge del jugador ha de treballar amb el nou personatge Zinnia de trobar una manera d'aturar un meteor d'estavellar al planeta, el que requereix la captura del llegendari Pokémon Rayquaza per tal d'aturar el meteorit que conté el llegendari Pokémon Deoxys.

## Desenvolupament
| Director    | Shigeru Ohmori                                       |
| Compositor  | Minako Adachi Go Ichinose Hitomi Sato Junichi Masuda |
| Referències |                                                      |

Els fans de Pokémon han estat especulant sobre la possible comercialització dels remakes de 'Ruby' i 'Sapphire' durant anys, veient múltiples referències als videojocs sobre la regió en què es desenvolupa la trama, Hoenn, en Pokémon X i Y, del 2013.
Els jocs foren anunciats el 7 de maig de 2014, en un tràiler de Nintendo i de The Pokémon Company, que només va revelar la informació de "portarà als jugadors a través d'una història dramàtica dins d'un món nou i espectacular". De fet, "Hoenn Confirmed" fou un fenomen d'Internet molt emprat pels especuladors. Després de l'anunci, era clar inicialment si Omega Ruby i Alfa Sapphire eren remakes de Pokémon Ruby and Sapphire o totalment nous jocs, a causa de la redacció de la nota de premsa. En una conferència de resultats financers que es va produir un dia després que l'estrena, el president de Nintendo, Satoru Iwata, va confirmar que els nous jocs són remakes de ple dret dels seus homòlegs de 2002.
Durant el vídeo de l'E³ del 10 de juny, un tràiler per a Omega Ruby i Alpha Sapphire va mostrar noves imatges del joc, incloent els nous dissenys dels personatges jugables i noves Mega Evolution per Sceptile i Swampert, que no es van presentar a X i Y com a Blaziken. Un comunicat de premsa de Nintendo va donar a entendre que altres Mega Stones (articles dins del joc necessaris per a la Mega Evolution) només es podien trobar a Omega Ruby i Alpha Sapphire a Hoenn. El comunicat de premsa i llocs web oficials dels jocs de vídeo també van anunciar que les noves formes de Groudon i Kyogre trets d'art de la caixa dels jocs eren la seva forma Primal (ゲンシ, Genshi), que s'accedeix a través d'un mètode conegut com "Primal Reversion" (ゲンシカイキ, Genshi Kaiki), que en les històries dels jocs pot estar relacionat amb Mega Evolution. Després de l'E3, vídeos promocionals van pujar per a les altres noves Evolucions Mega de Mega Sableye i Mega Diancie. Aquestes noves característiques es van publicar més tard en forma impresa en una revista japonesa per a nens CoroCoro Comic el 13 de juny de 2014. Les fotografies dels continguts del tema aparegut a Internet una setmana abans del seu llançament, i uns dies abans de la Nintendo Digital Event, van ser recollits pels llocs de notícies de videojocs.
El videojoc va estrenar-se el 21 de novembre a Amèrica del Nord, al Japó i a Australàsia, el 28 a Europa i entre el 5 i el 12 de desembre a Amèrica del Sud.

## Recepció

### Crítica
Omega Ruby i Alpha Sapphire han rebut crítiques positives dels crítics de videojocs. Peter Brown de GameSpot va elogiar els visuals 3D i el Super Training, però creu que el joc no va poder resoldre completament els problemes generals en la fórmula de joc. Kallie Plagge d'IGN Entertainment també va elogiar la reinvenció de Hoenn en 3D i funcionalitat en línia. Plagge va ser crític en l'abundància excessiva d'HMS necessària per jugar el joc, així com el desequilibri percebut afavorint els Pokémon de tipus aigua (que va jugar Alpha Sapphire, que compta amb el Team Aqua com els dolents) i la dependència de les rutes a base d'aigua. Ella va comentar que si bé la funció de busseig era nova en la versió original, que hi havia per a ser tediós. El fet de dir "massa aigua" en els pros i contres ha comportat un fenomen d'Internet.

### Vendes
Els jocs van vendre 3.040.000 en els seus primers tres dies de venda. Del total de vendes, 1.534.593 de còpies (90.497 d'elles del paquet doble) van ser venudes al Japó, la resta es ven a Amèrica del Nord i Austràlia.

### Premis i nominacions
El videojoc va estar nominat en els The Game Awards del 2014 en la categoria de "Millor remake".

### Màrqueting
Dos packs de Nintendo 2DS edició Blau Transparent i Vermell Transparent, que van sortir el 7 de novembre a Europa, van estrenar-se a les botigues el dia 28 en un pack de Pokémon Omega Ruby i Alpha Sapphire el dia 28.
Des del 15 d'octubre de 2014 per Europa circula mitjançant Nintendo Zone, revistes oficials o suplements gratuïts una demo gratuïta del joc, il·limitada d'usos.
Des del desembre de 2014 es distribueix pels Estats Units, Mèxic, algunes parts d'Europa i per Corea del Sud, el Ticket Eón mitjançant StreetPass, un tiquet per un vaixell que, ensenyant a la recepcionista del vaixell SS Marea, permet accedir a Illa del Sud per poder capturar Latias o Latios, com en Pokémon Ruby, Pokémon Sapphire i Pokémon Emerald.